# Bo Spellerberg

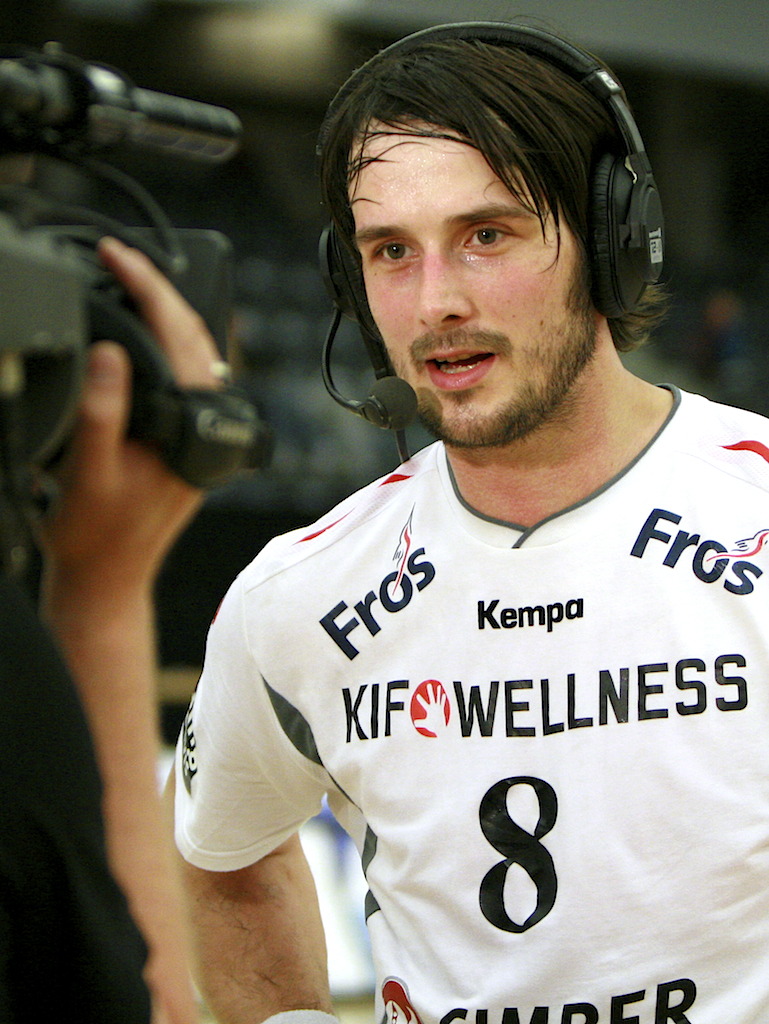
Bo Spellerberg, 2009.

Bo Dybdal Spellerberg, född 24 juli 1979 i Gladsaxe, är en dansk handbollsspelare (vänsternia/mittnia). Han debuterade för Danmarks landslag år 2000, spelade 245 landskamper och gjorde 332 mål fram till 2015.

## Klubbar
- KFUM København
- FIF Håndbold (–2002)
- KIF Kolding (2002–2008)
- Teka Cantabria (2008)
- KIF Kolding (2008–2018)
- TSV St. Otmar St. Gallen (2018–2020)
- HØJ Elite (2020–2023)

## Meriter
- Dansk mästare sex gånger (2003, 2005, 2006, 2009, 2014 och 2015) med KIF Kolding
- Dansk cupmästare två gånger (2005 och 2007) med KIF Kolding
- VM-silver 2013
- VM-brons 2007
- EM-guld: 2008 och 2012
- EM-silver 2014
- EM-brons: 2002 och 2006